# District de Bernina
Pour les articles homonymes, voir Bernina.

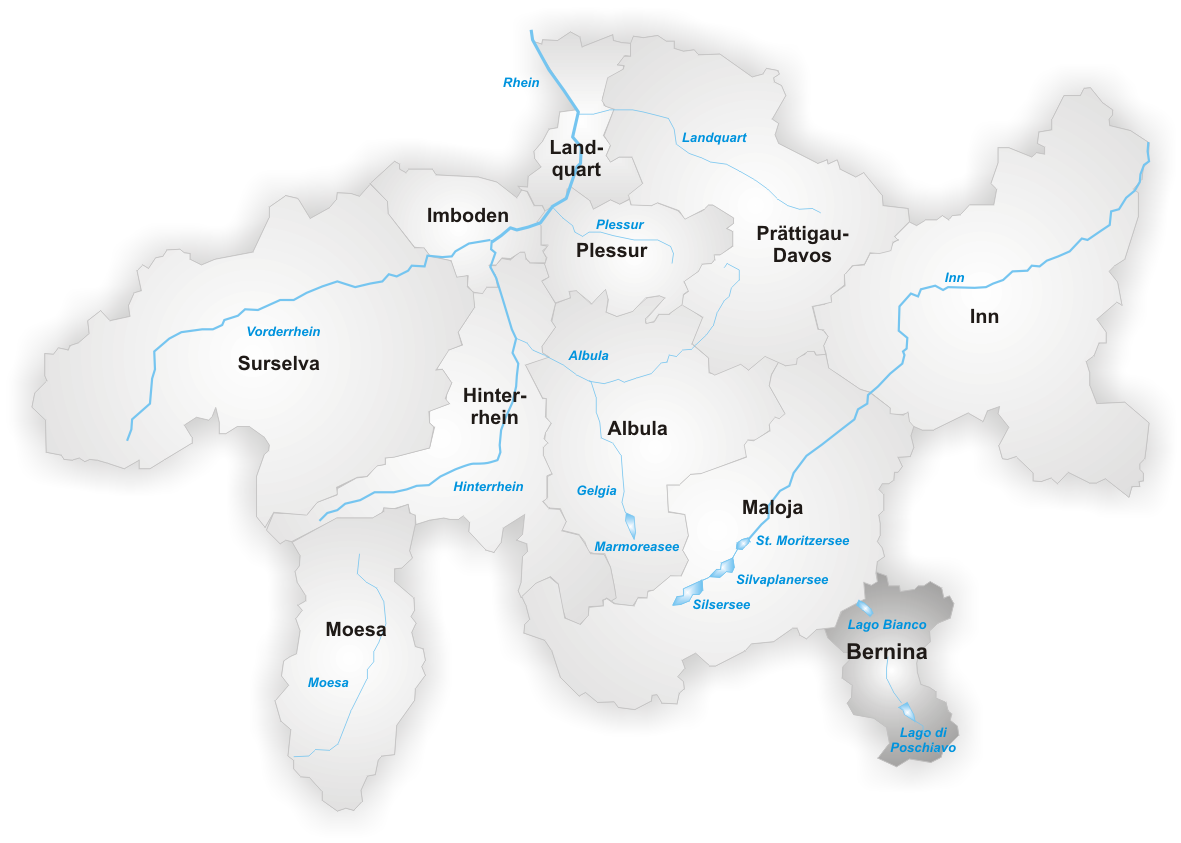
Le district de Bernina.

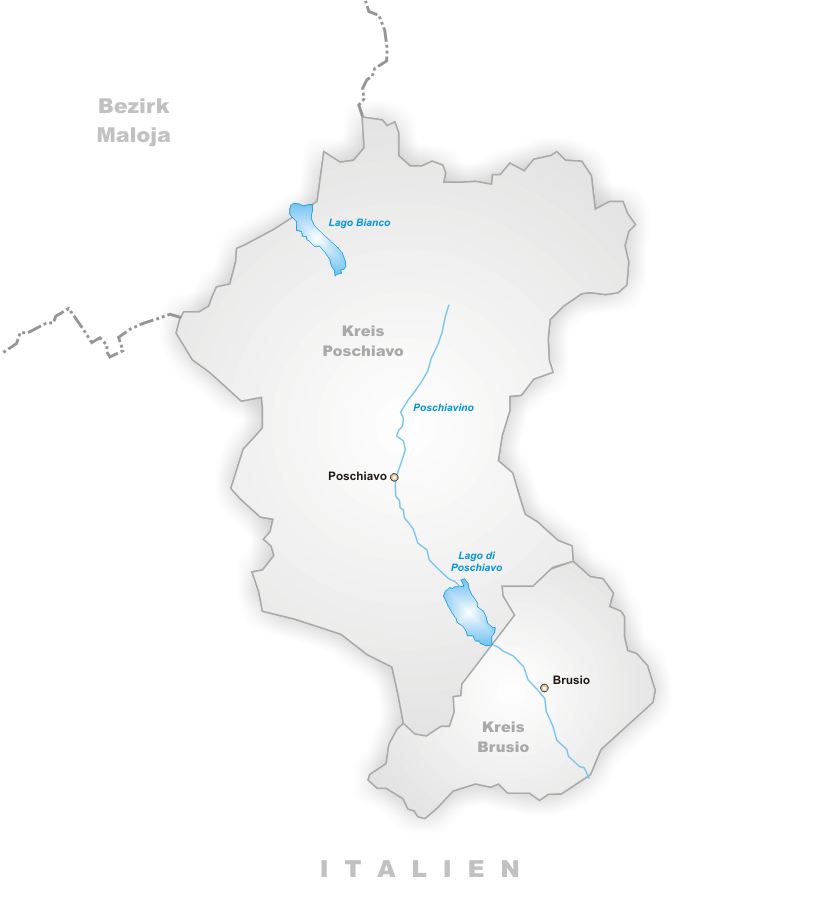
Les communes du district de Bernina.

Le district de Bernina était un des 11 districts du canton des Grisons en Suisse. Il est remplacé le 1er janvier 2016 par la région de Bernina, qui reprend le même périmètre. 

## Toponymie
Le nom de Bernina a été utilisé pour la première fois pour désigner le col qui reliait l'Engadine au val Poschiavo. Il était traversé par un chemin de fer et était connu dès le Moyen Âge. Puis c'est Johann Coaz son conquérant qui donna au piz Bernina son nom et par extension à son massif.

## Communes

### Cercle communal de Brusio
- Brusio

### Cercle communal de Poschiavo
- Poschiavo

## Langues
La langue officielle de ce district est l'italien.
| Langues du district de Bernina, GR |             |             |
| Langues                            | Census 2000 | Census 2000 |
| Langues                            | Nombre      | Pour cent   |
| Italien                            | 4 028       | 91,0 %      |
| Allemand                           | 319         | 7,2 %       |
| Romanche                           | 22          | 0,5 %       |
| TOTAL                              | 4 427       | 100 %       |